# Денкова башта
Денкова башта је градска четврт Београда која административно припада општини Звездара. Смештена је на самој граници општина Звездара и Вождовац. Суседне градске четврти су Пашино брдо, Учитељско насеље и Коњарник. Веће улице у насељу су „Војислава Илића“ , „Великоморавска“ и „Римска улица“. Укупна површина градске четврти износи око четири хектара. Незванично се дели на два дела, а то су стари где преовлађују куће и нови део насеља где преовлађују новосаграђене стамбене зграде. Важи за један од мирнијих крајева главног града Србије.